# Birdsall (Yorkshire del Norte)
Birdsall es una villa situada en el distrito de Ryedale, Yorkshire del Norte (Inglaterra). Según el censo de 2011, tiene una población de 343 habitantes.

## Demografía
Según el censo de 2001, Birdsall tenía 180 habitantes (50% varones, 50% mujeres) y una densidad de población de 7,95 hab/km². El 14,44% eran menores de 16 años, el 75,56% tenían entre 16 y 74 y el 10% eran mayores de 74. La media de edad era de 42,39 años. Del total de habitantes con 16 o más años, el 20,78% estaban solteros, el 62,34% casados y el 16,88% divorciados o viudos.
El 96,69% de los habitantes eran originarios del Reino Unido. El resto de países europeos englobaban al 1,66% de la población, mientras que el 1,66% había nacido en cualquier otro lugar. Según su grupo étnico, todos los habitantes eran blancos. El cristianismo era profesado por el 76,8% y el budismo por el 1,66%, mientras que el 12,71% no eran religiosos y el 8,84% no marcaron ninguna opción en el censo.
Había 3 hogares sin ocupar y 92 con residentes, de los cuales el 42,39% estaban habitados por una sola persona, el 20,65% por parejas sin hijos, el 15,22% por parejas con hijos dependientes y el 5,43% con hijos independientes, el 13,04% por jubilados y el 3,26% por otro tipo de composición salvo por padres solteros. 93 habitantes eran económicamente activos, todos ellos empleados.